# Futbol'nyj Klub Okean
Il Futbol'nyj Klub Okean è una società calcistica russa con sede nella città di Nachodka.

## Storia
Il club è stato fondato nel 1986, debuttando in Vtoraja Liga, la terza serie del Campionato sovietico di calcio. La sesta stagione in tale categoria si concluse con la vittoria del campionato: ciò, insieme alla dissoluzione dell'Unione Sovietica, consentì all'Okean di essere ammesso direttamente alla neonata massima serie russa.
Nel 1992, quindi, disputò il suo primo anno in Vysšaja Liga, finendo settimo nel Girone A e raggiungendo la salvezza classificandosi tredicesimo nel girone di play-out. L'anno successivo, però, non riuscì ad evitare la retrocessione: finito sedicesimo nella stagione regolare, terminò ultimo il girone di play-out. Dopo due anni a livelli bassi di Pervaja liga, nel 1996 finì diciannovesimo, retrocedendo.
Rimase nella terza serie russa, disputando il Girone Est, da 1997 al 2010: nell'ultimo anno finì undicesimo e ultimo, perdendo lo status di squadra professionista.

## Palmarès

### Competizioni nazionali
- Vtoraja Liga sovietica: 1

1991 (Girone Est)

### Altri piazzamenti
- PFN Ligi:

Secondo posto: 2006